# 宁远龙属
寧遠龍是一种原始的偷蛋龙类。其包含了一种：王氏宁远龙（Ningyuansaurus wangi），王氏宁远龙的化石标本发现于1亿2400万年前，早白垩纪阿普第期的中国辽宁西部义县组。宁远龙曾基于其长头骨和相对于其它偷蛋龙类的牙齿数量，而被认为是最原始的偷蛋龙类。王氏宁远龙的属名意为“宁远”，兴城市的古名，种名是为纪念其标本捐献者。目前其标本被放置在兴城市的孔子鸟博物馆。

## 描述
王氏宁远龙唯一的化石标本显著着与晚期偷蛋龙类相比的大量牙齿，但其上颌骨后部的牙齿与其他非鸟类恐龙相比还是比较少。宁远龙上颌后部的少量牙齿类似于擅攀鸟龙科和其他原始偷蛋龙类，如门齿龙。虽然标本的头骨保存的不是很好，但下颌至少保存了14颗牙齿，上颌10颗，前颌骨4颗，以及在上颌骨留有6颗。这些牙齿都紧密地挤在一起，但缺乏锯齿。宁远龙的眼睛相对较大。其头骨呈现出三角形，但长过其他原始偷蛋龙类，如尾羽龙，而直直的下颚不像其他偷蛋龙类。
宁远龙的手臂较短，其上臂（肱骨）长过下臂（尺骨）。其腿部也很长，而大腿（股骨）长过其骨盆。宁远龙的尾部也显得较长，其末端发现有羽毛的印象。其他部分的羽毛印象则发现于其颈部。

## 进食习惯
在宁远龙的唯一标本发现了许多小的椭圆形结构，每个结构的直径有10毫米（0.39寸）左右。这些结构可能是种子，这表明宁远龙可能吃种子。